# Llista d'integrals definides
En matemàtiques, la integral definida:
{\displaystyle \int _{a}^{b}f(x)\,dx}
és l'àrea de la regió del pla xy delimitada per la gràfica de f, l'eix x i les rectes x = a i x = b, tal qu el l'àrea sobre l'eix x suma en el total i l'àrea sota l'eix x resta del total.
El teorema fonamental del càlcul estableix una relació entre les integrals definides i les primitives i introdueix una tècnica per avaluar les integrals indefinides.
Si l'interval és infinit, la integral definida s'anomena integral impròpia i és definida usant els procediments de límits adquats. Per exemple:
{\displaystyle \int _{a}^{\infty }f(x)\,dx=\lim _{b\to \infty }\int _{a}^{b}f(x)\,dx}
La següent és una llista de les integral definides més comunes. Per una llista d'integrals indefinides, veure taula d'integrals.

## Amb expressions racionals i irracionals
{\displaystyle \int _{0}^{\infty }{\frac {dx}{x^{2}+a^{2}}}={\frac {\pi }{2a}}}
{\displaystyle \int _{0}^{\infty }{\frac {x^{m}dx}{x^{n}+a^{n}}}={\frac {\pi a^{m-n+1}}{n\sin[(m+1)\pi /n)]}},0<m+1<n}
{\displaystyle \int _{0}^{\infty }{\frac {x^{p-1}dx}{1+x}}={\frac {\pi }{\sin p\pi }}\ \,0<p<1}
{\displaystyle \int _{0}^{\infty }{\frac {x^{m}dx}{1+2x\cos \beta +x^{2}}}={\frac {\pi }{\sin(m\pi )}}{\frac {\sin(m\beta )}{\sin \beta }}}
{\displaystyle \int _{0}^{\infty }{\frac {dx}{\sqrt {a^{2}-x^{2}}}}={\frac {\pi }{2}}}
{\displaystyle \int _{0}^{a}{\sqrt {a^{2}-x^{2}}}\,dx={\frac {\pi a^{2}}{4}}}
{\displaystyle \int _{0}^{a}x^{m}(a^{n}-x^{n})^{p}\,dx={\frac {a^{m+1+np}\Gamma [(m+1)/n]\Gamma (p+1)}{n\Gamma [((m+1)/n)+p+1]}}}
{\displaystyle \int _{0}^{\infty }{\frac {x^{m}\,dx}{({x^{n}+a^{n})}^{r}}}={\frac {(-1)^{r-1}\pi a^{m+1-nr}\Gamma [(m+1)/n]}{n\sin[(m+1)\pi /n](r-1)!\Gamma [(m+1)/n-r+1]}}\ \,n(r-2)<m+1<nr}

## Amb funcions trigonomètriques
{\displaystyle \int _{0}^{\pi }\sin mx\sin nx\,dx={\begin{cases}0&{\text{if }}m\neq n\\{\dfrac {\pi }{2}}&{\text{if }}m=n\end{cases}}\ \ m,n{\text{ enters}}}
{\displaystyle \int _{0}^{\pi }\cos mx\cos nxdx={\begin{cases}0&{\text{if }}m\neq n\\{\dfrac {\pi }{2}}&{\text{if }}m=n\end{cases}}\ \ m,n{\text{ enters}}}
{\displaystyle \int _{0}^{\pi }\sin mx\cos nx\,dx={\begin{cases}0&{\text{if }}m+n{\text{ even}}\\{\dfrac {2m}{m^{2}-n^{2}}}&{\text{if }}m+n{\text{ odd}}\end{cases}}\ \ m,n{\text{ enters}}.}
{\displaystyle \int _{0}^{\frac {\pi }{2}}\sin ^{2}x\,dx=\int _{0}^{\frac {\pi }{2}}\cos ^{2}x\,dx={\frac {\pi }{4}}}
{\displaystyle \int _{0}^{\frac {\pi }{2}}\sin ^{2m}x\,dx=\int _{0}^{\frac {\pi }{2}}\cos ^{2m}x\,dx={\frac {1\times 3\times 5\times \cdots \times (2m-1)}{2\times 4\times 6\times \cdots \times 2m}}{\frac {\pi }{2}}\ \ m=1,2,3,\ldots }
{\displaystyle \int _{0}^{\frac {\pi }{2}}\sin ^{2m+1}x\,dx=\int _{0}^{\frac {\pi }{2}}\cos ^{2m+1}x\,dx={\frac {2\times 4\times 6\times \cdots \times 2m}{1\times 3\times 5\times \cdots \times (2m+1)}}\ \ m=1,2,3,\ldots }
{\displaystyle \int _{0}^{\frac {\pi }{2}}\sin ^{2p-1}x\cos ^{2q-1}x\,dx={\frac {\Gamma (p)\Gamma (q)}{2\Gamma (p+q)}}={\frac {1}{2}}{\text{B}}(p,q)}
{\displaystyle \int _{0}^{\infty }{\frac {\sin px}{x}}\,dx={\begin{cases}{\dfrac {\pi }{2}}&{\text{if }}p>0\\\\0&{\text{if }}p=0\\\\-{\dfrac {\pi }{2}}&{\text{if }}p<0\end{cases}}}
{\displaystyle \int _{0}^{\infty }{\frac {\sin px\cos qx}{x}}\ dx={\begin{cases}0&{\text{ if }}p>q>0\\\\{\dfrac {\pi }{2}}&{\text{ if }}0<p<q\\\\{\dfrac {\pi }{4}}&{\text{ if }}p=q>0\end{cases}}}
{\displaystyle \int _{0}^{\infty }{\frac {\sin px\sin qx}{x^{2}}}\ dx={\begin{cases}{\dfrac {\pi p}{2}}&{\text{ if }}0<p\leq q\\\\{\dfrac {\pi q}{2}}&{\text{ if }}0<q\leq p\end{cases}}}
{\displaystyle \int _{0}^{\infty }{\frac {\sin ^{2}px}{x^{2}}}\ dx={\frac {\pi p}{2}}}
{\displaystyle \int _{0}^{\infty }{\frac {1-\cos px}{x^{2}}}\ dx={\frac {\pi p}{2}}}
{\displaystyle \int _{0}^{\infty }{\frac {\cos px-\cos qx}{x}}\ dx=\ln {\frac {q}{p}}}
{\displaystyle \int _{0}^{\infty }{\frac {\cos px-\cos qx}{x^{2}}}\ dx={\frac {\pi (q-p)}{2}}}
{\displaystyle \int _{0}^{\infty }{\frac {\cos mx}{x^{2}+a^{2}}}\ dx={\frac {\pi }{2a}}e^{-ma}}
{\displaystyle \int _{0}^{\infty }{\frac {x\sin mx}{x^{2}+a^{2}}}\ dx={\frac {\pi }{2}}e^{-ma}}
{\displaystyle \int _{0}^{\infty }{\frac {\sin mx}{x(x^{2}+a^{2})}}\ dx={\frac {\pi }{2a^{2}}}(1-e^{-ma})}
{\displaystyle \int _{0}^{2\pi }{\frac {dx}{a+b\sin x}}={\frac {2\pi }{\sqrt {a^{2}-b^{2}}}}}
{\displaystyle \int _{0}^{2\pi }{\frac {dx}{a+b\cos x}}={\frac {2\pi }{\sqrt {a^{2}-b^{2}}}}}
{\displaystyle \int _{0}^{\frac {\pi }{2}}{\frac {dx}{a+b\cos x}}={\frac {\cos ^{-1}(b/a)}{\sqrt {a^{2}-b^{2}}}}}
{\displaystyle \int _{0}^{2\pi }{\frac {dx}{(a+b\sin x)^{2}}}=\int _{0}^{2\pi }{\frac {dx}{(a+b\cos x)^{2}}}={\frac {2\pi a}{(a^{2}-b^{2})^{3/2}}}}
{\displaystyle \int _{0}^{2\pi }{\frac {dx}{1-2a\cos x+a^{2}}}={\frac {2\pi }{1-a^{2}}}\ \ \,\ 0<a<1}
{\displaystyle \int _{0}^{\pi }{\frac {x\sin x\ dx}{1-2a\cos x+a^{2}}}={\begin{cases}{\frac {\pi }{a}}\ln \left|1+a\right|&{\text{if }}|a|<1\\{\frac {\pi }{a}}\ln \left|1+{\frac {1}{a}}\right|&{\text{if }}|a|>1\end{cases}}}
{\displaystyle \int _{0}^{\pi }{\frac {\cos mx\ dx}{1-2a\cos x+a^{2}}}={\frac {\pi a^{m}}{1-a^{2}}}\quad ,a^{2}<1,\ m=0,1,2,\dots }
{\displaystyle \int _{0}^{\infty }\sin ax^{2}\ dx=\int _{0}^{\infty }\cos ax^{2}={\frac {1}{2}}{\sqrt {\frac {\pi }{2a}}}}
{\displaystyle \int _{0}^{\infty }\sin ax^{n}={\frac {1}{na^{1/n}}}\Gamma (1/n)\sin {\frac {\pi }{2n}}\quad ,n>1}
{\displaystyle \int _{0}^{\infty }\cos ax^{n}={\frac {1}{na^{1/n}}}\Gamma (1/n)\cos {\frac {\pi }{2n}}\quad ,n>1}
{\displaystyle \int _{0}^{\infty }{\frac {\sin x}{\sqrt {x}}}\ dx=\int _{0}^{\infty }{\frac {\cos x}{\sqrt {x}}}\ dx={\sqrt {\frac {\pi }{2}}}}
{\displaystyle \int _{0}^{\infty }{\frac {\sin x}{x^{p}}}\ dx={\frac {\pi }{2\Gamma (p)\sin(p\pi /2)}},\quad 0<p<1}
{\displaystyle \int _{0}^{\infty }{\frac {\cos x}{x^{p}}}\ dx={\frac {\pi }{2\Gamma (p)\cos(p\pi /2)}},\quad 0<p<1}
{\displaystyle \int _{0}^{\infty }\sin ax^{2}\cos 2bx\ dx={\frac {1}{2}}{\sqrt {\frac {\pi }{2a}}}\left(\cos {\frac {b^{2}}{a}}-\sin {\frac {b^{2}}{a}}\right)}
{\displaystyle \int _{0}^{\infty }\cos ax^{2}\cos 2bx\ dx={\frac {1}{2}}{\sqrt {\frac {\pi }{2a}}}\left(\cos {\frac {b^{2}}{a}}+\sin {\frac {b^{2}}{a}}\right)}

## Amb funcions exponencials
{\displaystyle \int _{0}^{\infty }e^{-ax}\cos bx\,dx={\frac {a}{a^{2}+b^{2}}}}
{\displaystyle \int _{0}^{\infty }e^{-ax}\sin bx\,dx={\frac {b}{a^{2}+b^{2}}}}
{\displaystyle \int _{0}^{\infty }{\frac {{}e^{-ax}\sin bx}{x}}\,dx=\tan ^{-1}{\frac {b}{a}}}
{\displaystyle \int _{0}^{\infty }{\frac {e^{-ax}-e^{-bx}}{x}}\,dx=\ln {\frac {b}{a}}}
{\displaystyle \int _{0}^{\infty }{e^{-ax^{2}}}\,dx={\frac {1}{2}}{\sqrt {\frac {\pi }{a}}}}
{\displaystyle \int _{0}^{\infty }{e^{-ax^{2}}}\cos bx\,dx={\frac {1}{2}}{\sqrt {\frac {\pi }{a}}}e^{-b^{2}/4a}}
{\displaystyle \int _{0}^{\infty }e^{-(ax^{2}+bx+c)}\,dx={\frac {1}{2}}{\sqrt {\frac {\pi }{a}}}e^{(b^{2}-4ac)/4a}\ \operatorname {erfc} {\frac {b}{2{\sqrt {a}}}},{\text{ on }}\operatorname {erfc} (p)={\frac {2}{\sqrt {\pi }}}\int _{p}^{\infty }e^{-x^{2}}\,dx}
{\displaystyle \int _{-\infty }^{+\infty }e^{-(ax^{2}+bx+c)}\ dx={\sqrt {\frac {\pi }{a}}}e^{(b^{2}-4ac)/4a}}
{\displaystyle \int _{0}^{\infty }x^{n}e^{-ax}\ dx={\frac {\Gamma (n+1)}{a^{n+1}}}}
{\displaystyle \int _{0}^{\infty }x^{m}e^{-ax^{2}}\ dx={\frac {\Gamma [(m+1)/2]}{2a^{(m+1)/2}}}}
{\displaystyle \int _{0}^{\infty }e^{-ax^{2}-b/x^{2}}\ dx={\frac {1}{2}}{\sqrt {\frac {\pi }{a}}}e^{-2{\sqrt {ab}}}}
{\displaystyle \int _{0}^{\infty }{\frac {x}{e^{x}-1}}\ dx=\zeta (2)={\frac {\pi ^{2}}{6}}}
{\displaystyle \int _{0}^{\infty }{\frac {x^{n-1}}{e^{x}-1}}\ dx=\Gamma (n)\zeta (n)}
{\displaystyle \int _{0}^{\infty }{\frac {x}{e^{x}+1}}\ dx={\frac {1}{1^{2}}}-{\frac {1}{2^{2}}}+{\frac {1}{3^{2}}}-{\frac {1}{4^{2}}}+\dots ={\frac {\pi ^{2}}{12}}}
{\displaystyle \int _{0}^{\infty }{\frac {\sin mx}{e^{2\pi x}-1}}\ dx={\frac {1}{4}}\coth {\frac {m}{2}}-{\frac {1}{2m}}}
{\displaystyle \int _{0}^{\infty }\left({\frac {1}{1+x}}-e^{-x}\right)\ {\frac {dx}{x}}=\gamma }
{\displaystyle \int _{0}^{\infty }{\frac {e^{-x^{2}}-e^{-x}}{x}}\ dx={\frac {\gamma }{2}}}
{\displaystyle \int _{0}^{\infty }\left({\frac {1}{e^{x}-1}}-{\frac {e^{-x}}{x}}\right)\ dx=\gamma }
{\displaystyle \int _{0}^{\infty }{\frac {e^{-ax}-e^{-bx}}{x\sec px}}\ dx={\frac {1}{2}}\ln {\frac {b^{2}+p^{2}}{a^{2}+p^{2}}}}
{\displaystyle \int _{0}^{\infty }{\frac {e^{-ax}-e^{-bx}}{x\csc px}}\ dx=\tan ^{-1}{\frac {b}{p}}-\tan ^{-1}{\frac {a}{p}}}
{\displaystyle \int _{0}^{\infty }{\frac {e^{-ax}(1-\cos x)}{x^{2}}}\ dx=\cot ^{-1}a-{\frac {a}{2}}\ln \left|{\frac {a^{2}+1}{a^{2}}}\right|}
{\displaystyle \int _{-\infty }^{\infty }e^{-x^{2}}\,dx={\sqrt {\pi }}}
{\displaystyle \int _{-\infty }^{\infty }x^{2(n+1)}e^{-x^{2}/2}\,dx={\frac {(2n+1)!}{2^{n}n!}}{\sqrt {2\pi }}\quad n=0,1,2,\ldots }

## Amb funcions logarítmiques
{\displaystyle \int _{0}^{1}x^{m}(\ln x)^{n}\,dx={\frac {(-1)^{n}n!}{(m+1)^{n+1}}}\quad m>-1,n=0,1,2,\ldots }
{\displaystyle \int _{0}^{1}{\frac {\ln x}{1+x}}\,dx=-{\frac {\pi ^{2}}{12}}}
{\displaystyle \int _{0}^{1}{\frac {\ln x}{1-x}}\,dx=-{\frac {\pi ^{2}}{6}}}
{\displaystyle \int _{0}^{1}{\frac {\ln(1+x)}{x}}\,dx={\frac {\pi ^{2}}{12}}}
{\displaystyle \int _{0}^{1}{\frac {\ln(1-x)}{x}}\,dx=-{\frac {\pi ^{2}}{6}}}
{\displaystyle \int _{0}^{\infty }{\frac {\ln(a^{2}+x^{2})}{b^{2}+x^{2}}}\ dx={\frac {\pi }{b}}\ln(a+b)\quad a,b>0}
{\displaystyle \int _{0}^{\infty }{\frac {\ln x}{x^{2}+a^{2}}}\ dx={\frac {\pi \ln a}{2a}}\quad a>0}

## Amb funcions hiperbòliques
{\displaystyle \int _{0}^{\infty }{\frac {\sin ax}{\sinh bx}}\ dx={\frac {\pi }{2b}}\tanh {\frac {a\pi }{2b}}}
{\displaystyle \int _{0}^{\infty }{\frac {\cos ax}{\cosh bx}}\ dx={\frac {\pi }{2b}}{\frac {1}{\cosh {\frac {a\pi }{2b}}}}}
{\displaystyle \int _{0}^{\infty }{\frac {x}{\sinh ax}}\ dx={\frac {\pi ^{2}}{4a^{2}}}}
{\displaystyle \int _{-\infty }^{\infty }{\frac {1}{\cosh x}}\ dx=\pi }

## Altres
{\displaystyle \int _{0}^{\infty }{\frac {f(ax)-f(bx)}{x}}\ dx=[{f(0)-f(\infty )}]\ln {\frac {b}{a}}}